# Xanthopimpla flavolineata
Xanthopimpla flavolineata är en stekelart som beskrevs av Cameron 1907. Xanthopimpla flavolineata ingår i släktet Xanthopimpla och familjen brokparasitsteklar. Inga underarter finns listade i Catalogue of Life.